# Nieznanice
Nieznanice – wieś w Polsce, położona w województwie śląskim, w powiecie częstochowskim, w gminie Kłomnice.
W latach 1975–1998 wieś administracyjnie należała do województwa częstochowskiego.

## Integralne części wsi
| SIMC    | Nazwa   | Rodzaj    |
| ------- | ------- | --------- |
| 0134367 | Golgota | część wsi |

## Zabytki
- Pałac w Nieznanicach - na terenie Nieznanic znajduje się zespół pałacowy z 1917 r. Jego właścicielem (według źródeł o majątku ziemskim w Nieznanicach) był w 1811 r. Marceli Gogolewski. W 1843 r. sprzedał on majątek niejakiemu Norbertowi Kończykowskiemu. Jednakże on wskutek złego gospodarowania w ciągu kilku miesięcy potrafił zadłużyć swoje dobra dlatego też w dniu 22 listopada 1846 r. doszło do licytacji, w wyniku której właścicielem został Sylwester Dembiński. Po nim z kolei dobra odziedziczyli jego synowie Edward, Teodor i Eustachiusz Dembińscy. Ci jednak również nie potrafili skutecznie zarządzać majątkiem, gdyż w 1876 r. ponownie doszło do licytacji publicznej w wyniku której właścicielką majątku stała się Maria Siekierska. Ona to odsprzedała go w 1878 r. Polakowi niemieckiego pochodzenia Leonowi Wünsche. Po nim piecze nad majątkiem sprawował jego syn Aureliusz Wünsche. W 1918 r. wybudował on swoją nową siedzibę. W latach 1928–43 majątek Wünsche został parcelowany. W 1945 r. właścicielami majątku nieznanickiego zostali spadkobiercy. W roku 1946 w wyniku reformy rolnej majątek ten przejął Skarb Państwa. W tym samym roku utworzona została firma pod nazwą Stacja Hodowli Roślin. Natomiast Pałac wraz z parkiem pozostał w Zasobie Agencji Własności Rolnej Skarbu Państwa. W 1995 r. ogłoszony został przetarg odnośnie do sprzedaży w wyniku którego ziemie trafiły do Jerzego Ostrowskiego – przedstawiciela firmy TOLEX. Pałac miał służyć jako rezydencja mieszkalna. Jednakże w końcu kwietnia 1997 r. rezydencja została sprzedana kolejnym właścicielom. Obecnie jest w posiadaniu Elżbiety Lubert i Gerarda Weydmanna, którzy otworzyli tam restaurację wraz z hotelem.